# Ione cornuta
Ione cornuta là một loài chân đều trong họ Bopyridae. Loài này được Bate miêu tả khoa học năm 1864.